# Selección juvenil de rugby de Escocia
La selección juvenil de rugby de Escocia es el equipo nacional de rugby regulado por la Scottish Rugby Union (SRU). La edad de sus integrantes varía según la edad máxima permitida del torneo, algunos campeonatos europeos son para menores de 18 o de 19 denominándose a la selección Escocia M18 o M19 respectivamente; desde 2008 los mundiales son para selecciones M20. En el pasado existió una selección M21 que jugaba el 6 naciones M21 y el Mundial M21.
Actualmente compite en el Campeonato Mundial y a nivel continental en el Seis Naciones M20.

## Historia
La selección sub-20 compite desde 2008 en el Torneo de las Seis Naciones y en el Campeonato Mundial Sub-20.
Ambos torneos comenzaron en 2008 y reemplazaron a los campeonatos sub-19 o sub-21. El Campeonato Mundial de Rugby Sub-20 se conocía como el Campeonato Mundial Juvenil IRB hasta 2014.
Anteriormente, se organizaron torneos sub-19 y sub-21 para el Campeonato Mundial de Rugby. También se organizó un torneo sub-21 para el Torneo de las Seis Naciones a partir de 2004 hasta 2007.

## Palmarés
- Trofeo Mundial M20 (1): 2024

## Participación en copas
| - Rumania 1995: 6º puesto - Italia 1996: 4º puesto - Argentina 1997: 6º puesto - Francia 1998: 13º puesto - Gales 1999: 9º puesto - Francia 2000: 8º puesto - Nueva Zelanda 2001: 11º puesto - Italia 2002: 5º puesto - Francia 2003: 8º puesto - Sudáfrica 2004: 8º puesto - Sudáfrica 2005: 10º puesto - EAU 2006: 9º puesto - Irlanda 2007: 10º puesto - Gales 2008: 10º puesto - Japón 2009: 9º puesto - Argentina 2010: 10º puesto - Italia 2011: 10º puesto - Sudáfrica 2012: 9º puesto - Francia 2013: 10º puesto - Nueva Zelanda 2014: 10º puesto - Italia 2015: 8º puesto - Inglaterra 2016: 8º puesto - Georgia 2017: 5º puesto - Francia 2018: 10º puesto - Argentina 2019: 12º puesto (último) - Italia 2020: no clasificó - Italia 2025: 10º puesto - Georgia 2026: A disputarse - España 2020: Cancelado - Kenia 2023: 3º puesto - Escocia 2024: Campeón | - Nueva Zelanda 2000: 6º puesto - Sudáfrica 2002: no participó - Inglaterra 2003: 7º puesto - Escocia 2004: 10º puesto - Argentina 2005: 6º puesto - Francia 2006: 10º puesto - Seis Naciones M21 2004: 5º puesto - Seis Naciones M21 2005: 3º puesto - Seis Naciones M21 2006: 5º puesto - Seis Naciones M21 2007: 6º puesto (último) - Seis Naciones M20 2008: 6º puesto (último) - Seis Naciones M20 2009: 4º puesto - Seis Naciones M20 2010: 5º puesto - Seis Naciones M20 2011: 6º puesto (último) - Seis Naciones M20 2012: 5º puesto - Seis Naciones M20 2013: 4º puesto - Seis Naciones M20 2014: 6º puesto (último) - Seis Naciones M20 2015: 3º puesto - Seis Naciones M20 2016: 4º puesto - Seis Naciones M20 2017: 5° puesto - Seis Naciones M20 2018: 6º puesto (último) - Seis Naciones M20 2019: 6º puesto (último) - Seis Naciones M20 2020: Cancelado - Seis Naciones M20 2021: 6º puesto (último) - Seis Naciones M20 2022: 6º puesto (último) - Seis Naciones M20 2023: 5º puesto - Seis Naciones M20 2024: 6º puesto (último) - Seis Naciones M20 2025: 5º puesto - Summer Series M-20 2022: 8º puesto (último) |